# Norén Fastigheter
Norén Fastigheter AB är ett fastighetsbolag som har sitt säte i Hässleholm. Företaget har en fastighetsportfölj som består av cirka 1 100 hyreslägenheter och 40 000 kvadratmeter lokaler. 
Norén Fastigheter har en egen förvaltning.
- 70% bostäder
- 30% kommersiella lokaler